# مینه‌تونکا (مینه‌سوتا)
مینه‌تونکا (به انگلیسی: Minnetonka) شهری در شهرستان هنپین ایالت مینه‌سوتا در کشور ایالات متحده آمریکا است که جمعیت آن در سرشماری سال ۲۰۱۰ میلادی، ۴۹۷۳۴ نفر بوده‌است.